# Piazza della Costituzione
Piazza della Costituzione è la principale piazza di Città del Messico. 
È popolarmente chiamata Zócalo ed è considerata il centro dell’identità nazionale messicana. La piazza si trova nel cuore della zona conosciuta come il Centro storico di Città del Messico. La sua collocazione fu scelta dai conquistatori spagnoli perché la zona era esattamente sopra i resti del centro politico e religioso di Tenochtitlán che fu la capitale dell’impero azteco. 
La piazza misura 220 metri da nord a sud e 240 metri da ovest a est ed è una delle cento piazze più grandi del mondo e una delle più grandi del Nord America. Ha preso il nome ufficiale di Piazza della Costituzione dalla Costituzione di Cadice, firmata in Spagna nel 1812, un modello per le costituzioni spagnola e ispano-americana.
La piazza è circondata da alcuni importanti edifici: la Cattedrale di Città del Messico a nord, il Palazzo Nazionale a est e gli edifici amministrativi a sud. Nell’angolo nord-est della piazza si incontrano il Templo Mayor, Plaza Manuel Gamio e la stazione della linea 2 della metropolitana.

## Origine del nome
Con il passare degli anni la piazza ha avuto nomi diversi, inclusi:
- Piazza delle armi
- Piazza Principale
- Piazza Maggiore
- Piazza del Palazzo

Ha ricevuto il nome attuale durante il vicereame, nel 1813, perché in questa piazza avvenne il giuramento sulla Costituzione spagnola del 1812.
Nel 1843 si costruì nel centro della piazza uno Zócalo (basamento), per erigere un monumento all'indipendenza del Messico. Il monumento non venne mai costruito e il basamento rimase per anni nel mezzo della piazza. A partire da modi di dire la parola Zócalo divenne di fatto un sinonimo di "piazza centrale" e il vocabolo venne usato per altre città del Messico.

## Storia

### Impero azteco
Prima della Conquista, l’area occupata dall'attuale piazza era uno spazio aperto nel centro della capitale azteca Tenochtitlán. Era confinante ad est con il Palazzo di Montezuma II che sarebbe diventato il Palazzo Nazionale e ad ovest con le Vecchie Case dove viveva la famiglia degli imperatori durante e dopo la colonizzazione. La città vecchia aveva un recinto sacro che era il centro assoluto della città e, secondo la credenza azteca, dell’universo, che si trovava al nord-est del Zocalo moderno.

### Vicereame della Nuova Spagna (1521-1821)

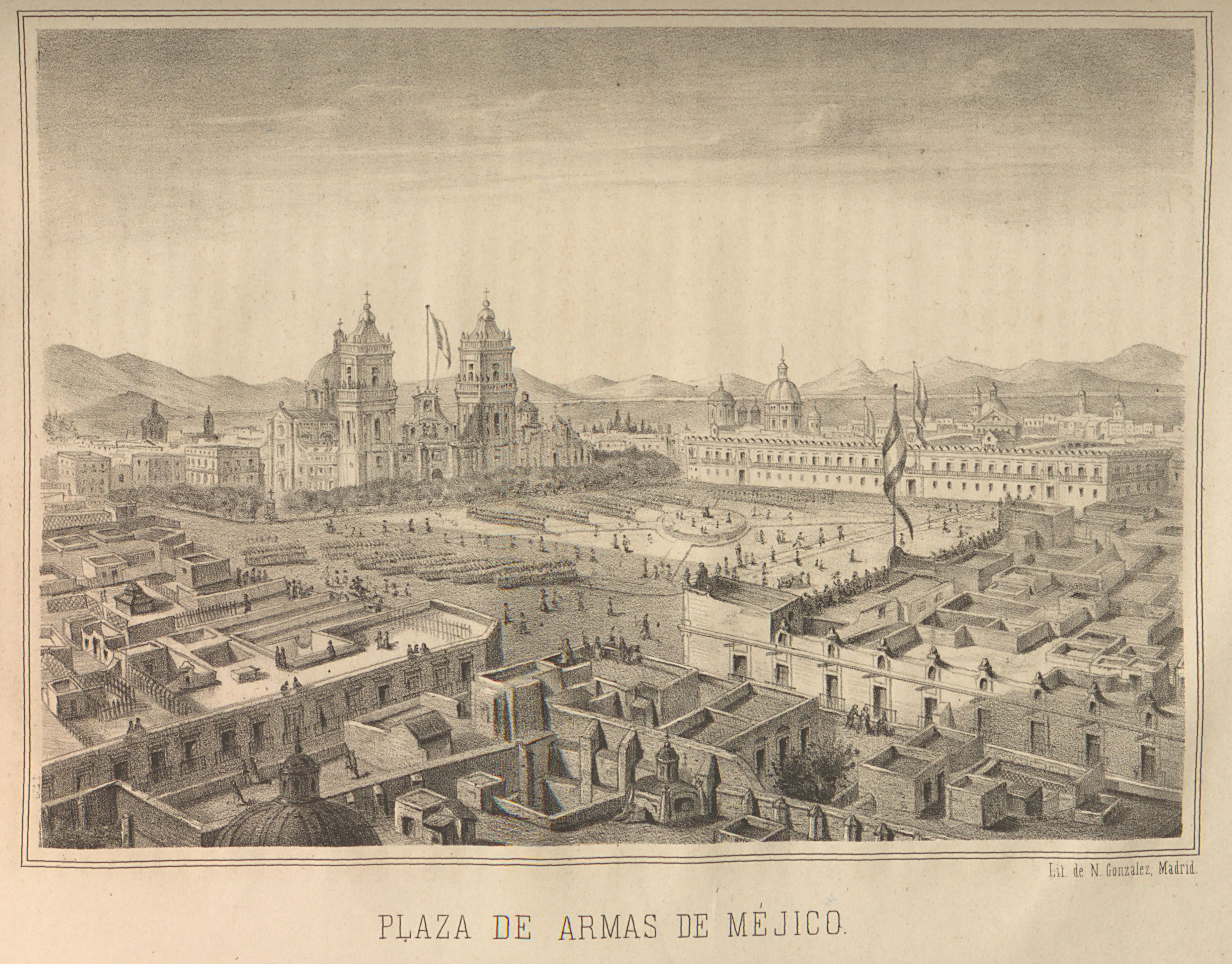
Plaza de Armas, El Zocalo

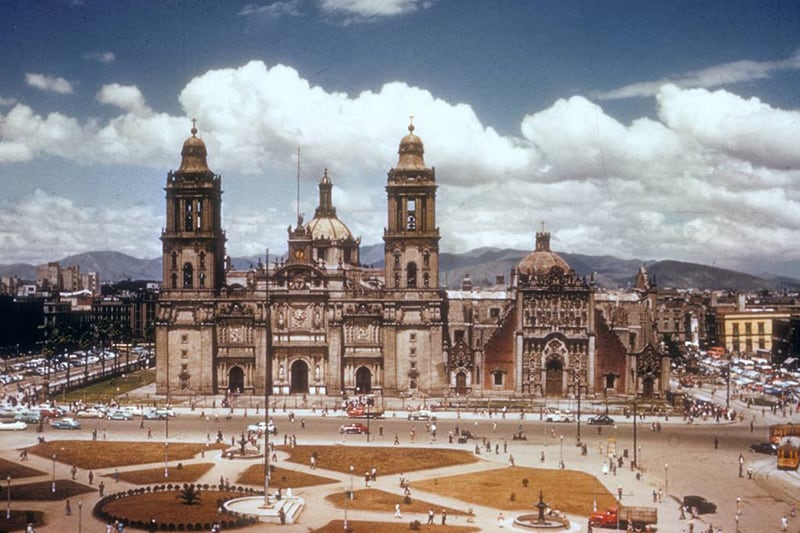
Cattedrale Metropolitana dell'Assunzione della Santissima Vergine Maria al Cielo

La piazza moderna di Città del Messico fu progettata, con quello che oggi è il centro storico, da Alonso Garcia Bravo poco tempo dopo l’invasione coloniale. Dopo la distruzione di Tenochtitlán, Hernan Cortes volle ridisegnare la città per simboleggiare il nuovo controllo degli Spagnoli sugli Aztechi. Mantenne i quattro quartieri principali o “capullis”, facendo costruire nel loro punto di intersezione quella che oggi è la cattedrale. L'area a sud della cattedrale era chiamata Piazza Maggiore, quella settentrionale era Piazza Piccola. Quest'ultima non sarebbe sopravvissuta alla crescita della città. Le inondazioni sono sempre state un problema per la piazza e per la città in generale. Nel 1629 l'acqua raggiunse i due metri di profondità. Il progetto di drenaggio per controllare le inondazioni, noto come il “Desague” vide arruolati indigeni per quasi tutto il periodo coloniale. Il controllo delle inondazioni comportò benefici per la salute dei residenti, impedendo ai rifiuti di inquinare la città durante le inondazioni e controllando le zanzare, veicolo di trasmissione di malattie.

### La Cattedrale metropolitana dell'Assunzione della Santissima Vergine Maria al Cielo
La Cattedrale metropolitana dell'Assunzione della Santissima Vergine Maria al Cielo è la cattedrale dell'arcidiocesi di Città del Messico. Si trova dove sorgeva il Templo Mayor con il recinto sacro azteco vicino al lato settentrionale della Piazza della Costituzione. La cattedrale fu costruita in sezioni dal 1573 al 1813 attorno ad una chiesa risalente alla conquista spagnola di Tenochtitlán, sostituendola infine interamente.
Durante il periodo coloniale la cattedrale fu utilizzata esclusivamente dalle famiglie importanti della Nuova Spagna. All'inizio dell'indipendenza messicana, l'imperatore Agustin I vi fu incoronato alla presenza dei vescovi di Puebla, Guadalajara, Durango e Oaxaca.

## Importanza sociale

### Un centro politico
La piazza è il centro del governo sia della capitale che della nazione. Per questo è un luogo in cui si svolgono manifestazioni e proteste. Poiché può contenere più di 100.000 persone, è anche teatro di importanti manifestazioni politiche, sociali e culturali. Migliaia di persone si sono radunate qui in segno di protesta quando Cuauhtémoc Cárdenas ha perso contro Carlos Salinas in un’elezione presidenziale ritenuta truccata nel 1988. Nel 2001, i sostenitori del leader zapatista subcomandante Marcos, per lo più indigeni poveri del Chiapas, hanno marciato nello Zocalo per sostenere un disegno di legge che avrebbe dato loro una maggiore autonomia politica. Seguendo l’esempio di Cardenas, prima di diventare l'attuale presidente del Messico, Andres Manuel Lopez Obrador ha organizzato qui importanti proteste dopo le elezioni presidenziali del 2006, nonché una manifestazione con migliaia di partecipanti contro l’iniziativa del presidente Caldéron di consentire investimenti privati e stranieri nella compagnia energetica statale messicana PEMEX. Dal 2014 ogni anno si svolge nella piazza la manifestazione che ricorda il rapimento di massa di Iguala, un evento diventato simbolo della situazione di criminalità diffusa impunita e della corruzione del governo.

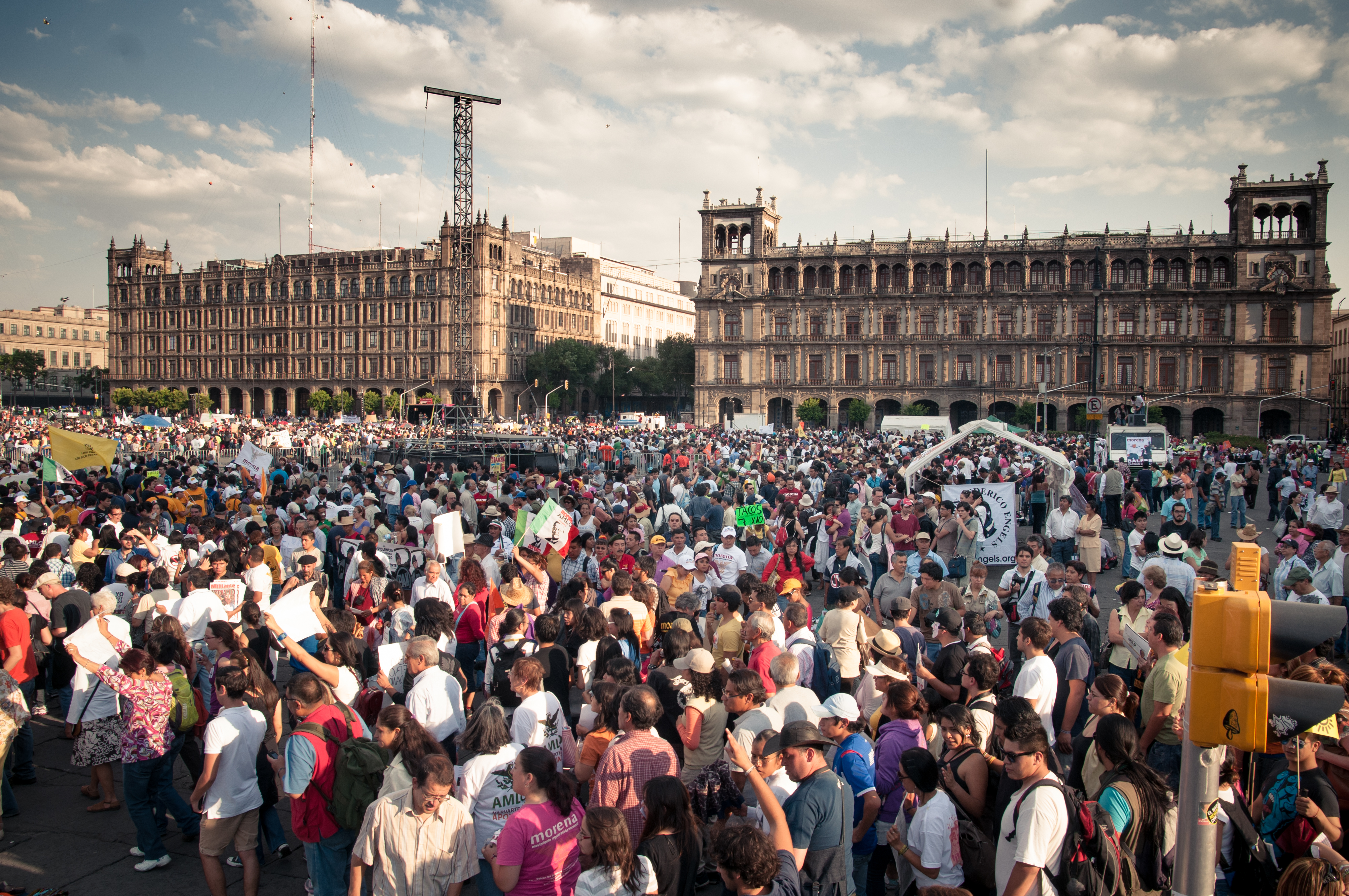
Marcha Por La Esperanza del 2012

### La cattedrale come centro politico e sociale
La cattedrale è stata al centro di attività sociale e culturale a partire dal Novecento. Fu chiusa per quattro anni nel 1926 quando il presidente Plutarco Elías Calles tentò di far attuare una politica anticlericale. Per questo motivo Papa Pio XI ordinò ai sacerdoti di cessare gli uffici religiosi pubblici in tutte le chiese messicane. Dopo gli accordi tra governo e il papato furono effettuati importanti lavori di ristrutturazione e la chiesa riaprì nel 1930.
La cattedrale è stata teatro di numerose proteste. Nel 2008 alcune organizzazioni femministe manifestarono contro l'esortazione della Chiesa Cattolica a non indossare minigonne e altri indumenti considerati provocanti per evitare lo stupro. Nel 2008 fu organizzata una veglia a lume di candela per protestare contro i rapimenti in Messico. Le campane della cattedrale, all'opposto, hanno suonato per esprimere la contrarietà dell'arcidiocesi al sostegno dato dalla Corte suprema alla legalizzazione dell'aborto in Messico.